# خالد قاسم
خالد أحمد قاسم مواطن يمني مُعتقَل خارج نطاق القانون في مُعتقَل غوانتانامو الأمريكي في كوبا، منذ مايو 2002 (22 سنوات، و11 شهور، و19 أيام).

### مكتب المراجعة الإدارية لاحتجاز المقاتلين الأعداء

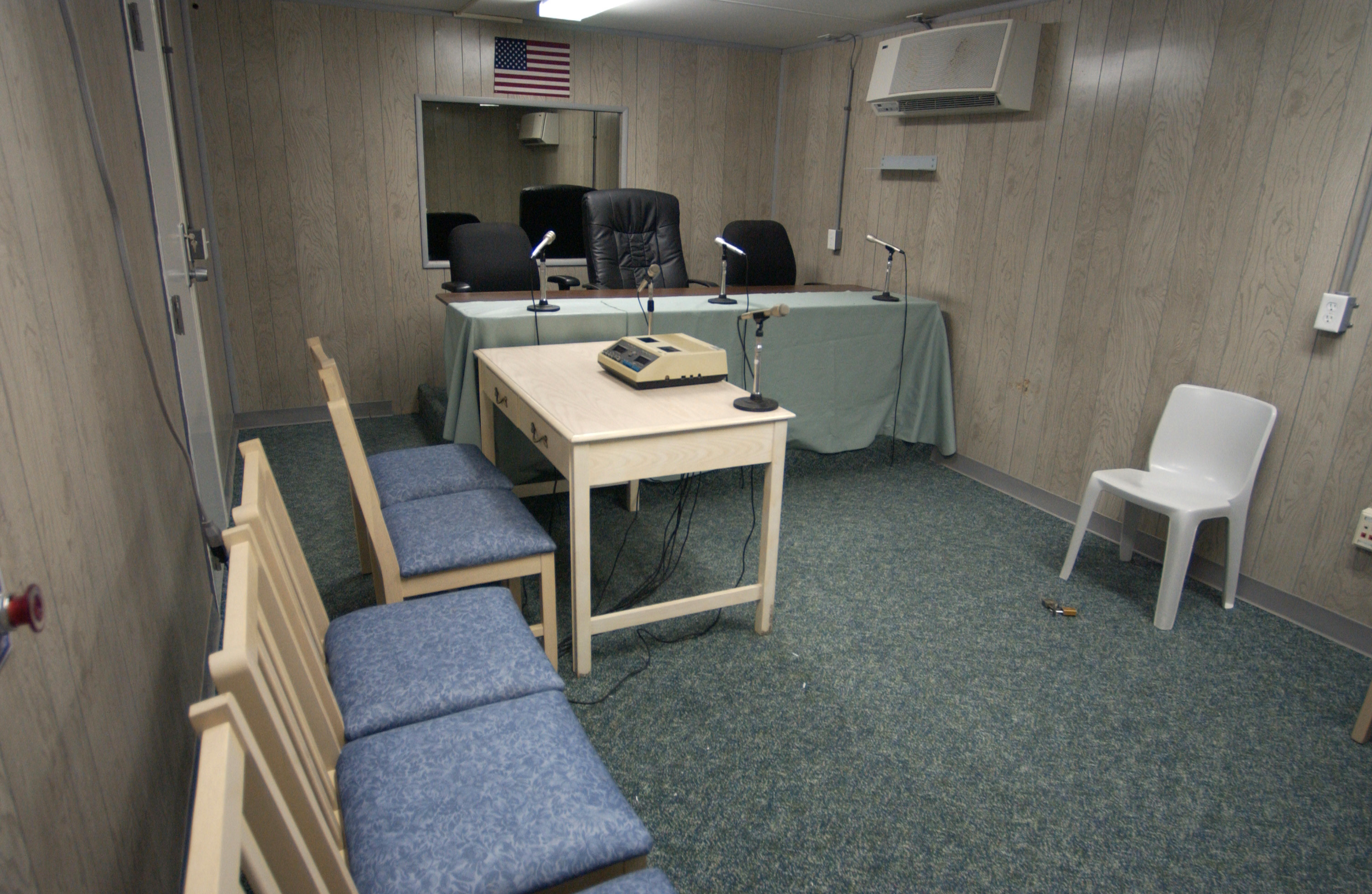
عقدت محاكم مراجعة حالة المقاتلين في مقطورة 3 × 5 متر حيث جلس الأسير ويديه وقدميه مكبلة بمسامير في الأرض.